# 射戟台
射戟台現在江蘇省沛縣文化館院裡西側，是一座由有六個木柱支撐柱的亭子，底下有古人踩踏圓形古石板，直徑122釐米，厚12釐。
上方有木板匾額，匾額上書有鎏金字的 「 射戟台 」 。亭柱兩側書有沛縣籍書法理論家馮亦吾題寫的對聯：「一弦飛矢鳴畫戟 十萬雄兵卸征衣 」。 亭內有刻著「射戟台 」的石碑和一圓形石盤，石盤上面隱約可見漢末名將呂布的足跡。